# نوکودازول
نوکودازول (به انگلیسی: Nocodazole) با فرمول شیمیایی C۱۴H۱۱N۳O۳S یک ترکیب شیمیایی است. که جرم مولی آن ۳۰۱٫۳ g/mol می‌باشد. شکل ظاهری این ترکیب، پودر زرد و سفید است.